# The Necklace
The Necklace is een Amerikaanse stomme en korte film uit 1909 onder regie van D.W. Griffith. De film is gebaseerd op een boek van Guy de Maupassant.

## Verhaal
Mevrouw Kendrick leent een juwelen ketting van een vriend voor een sociale gelegenheid. Als de ketting gestolen wordt, moet Kendrick het geld terugbetalen.

## Rolverdeling
| Acteur             | Personage                              |
| ------------------ | -------------------------------------- |
| Rose King          | Harriet Leroque Kendrick               |
| Herbert Prior      | John Kendrick                          |
| Caroline Harris    | Eigenaar van de Ketting                |
| Mary Pickford      | Werkster                               |
| Charles Avery      | Winkel Bezoeker                        |
| Florence Lawrence  | -                                      |
| Arthur V. Johnson  | Winkel Bezoeker / Dokter / Feestganger |
| Owen Moore         | Winkel Bezoeker / Feestganger          |
| Anthony O'Sullivan | Dienaar / Verkoper                     |
| Lottie Pickford    | -                                      |
| Mack Sennett       | Winkel Bezoeker / Feestganger          |